# Kevin McAleer
Kevin McAleer es un actor y cómico irlandés. Saltó a la fama en el programa de televisión de RTÉ Nighthawks, que empezó a emitirse a finales de los años ochenta. McAleer se hizo famoso por sus sketches de tres minutos de duración con historias rústicas surrealistas contadas con su lento acento del condado de Tyrone. Un crítico dijo que McAleer "volvía a poner lo muerto en lo inexpresivo". En 2022 hizo una gira con su espectáculo unipersonal titulado Why am I Here e interpretó el papel del aburrido tío Colm en Derry Girls en Channel 4.

## Vida y carrera
McAleer vive en la ciudad de Omagh, ciudad del condado de Tyrone (Irlanda del Norte); cree que su talento cómico floreció en las aulas y vivió durante un tiempo en Barcelona (España).
En julio de 2009, McAleer declaró que había terminado el primer borrador de un libro sobre John F. Kennedy, producción que a fecha de 2023 sigue sin terminar. Escribe en su oficina, situada en Omagh, y cita como influencias a Flann O'Brien, James Joyce, Don DeLillo, Umberto Eco y Nikolai Gogol.
McAleer escribe ocasionalmente artículos cómicos para The Irish Times, en respuesta a acontecimientos como el Brexit.